# Międzynarodowa Federacja Filatelistyki
Międzynarodowa Federacja Filatelistyki (FIP) (franc. Fédération Internationale de Philatélie) – organizacja filatelistyczna powstała 18 czerwca 1926 roku w Paryżu. Jest światową federacją zrzeszającą filatelistów z siedzibą w Zurychu w Szwajcarii.

## Zakres działalności
Głównymi celami FIP są:
- Promocja zbierania znaczków i walorów filatelistycznych.
- Utrzymywanie przyjaznych stosunków i przyjaźni między wszystkimi narodami.
- Nawiązywanie i utrzymywanie bliskich stosunków w handlu filatelistycznym i administracji pocztowej.
- Promowanie wystaw filatelistycznych poprzez nadanie patronatu.

Od momentu powstania FIP promuje na całym świecie hobby określane przez federację jako Hobby Królów.

## Komisje
Istnieje 11 komisji FIP:
- Aerofilatelistyki
- Astrofilatelii
- Całostek Pocztowych
- Dochodów
- Filatelistyki Tematycznej
- Filatelistyki Tradycyjnej
- Historii Poczty
- Literatury
- Maksimafilii
- Młodzieżowa
- Zwalczania Fałszerstw

## Kongresy
Kongresy FIP odbywają się corocznie na jednej z międzynarodowych wystaw filatelistycznych.